# Veress Albert (pszichiáter)
Veress Albert (Magyaró, 1948. július 21. –) erdélyi magyar orvos, pszichiáter, orvosi szakíró, közíró. Veress Albert (1981) színész apja.

## Életútja
Középiskoláit a marosvásárhelyi Bolyai Farkas Líceumban végezte (1966), majd a marosvásárhelyi OGYI Általános Orvosi Karán szerzett orvosi diplomát (1974). Az orvostudomány doktora címet 1998-ban ugyanott nyerte el. 1974–77 között körorvos a Neamţ megyei Boteşti faluban, majd 1980-tól a csíkszeredai megyei kórház elmeosztályának szakorvosa, 1991-től főorvosa, 1987-től m.b.osztályvezetője , 1997–2003 között a Hargita megyei orvosi kamara vezetőségi tagja, majd az országos szövetség vezetőségi tagja. 1994-től az Romániai Magyar Szó orvosi-egészségügyi cikkeinek szerkesztője.

## Szakírói munkássága
Egészségügyi nevelési tárgyú cikksorozata jelent meg az Ifjúmunkásban; cikkeit az Előre, A Hét, Korunk, TETT, Új Élet magyar nyelvű lap közölte. Az Ifjúmunkásban 1974–86 között önálló rovatot vezetett.(SOS, BOROGATÁS)
Fő kutatási területe a Hargita megyei öngyilkossági jelenség feltérképezése és értékelése. Eredményei bel- és külföldi szaklapokban, kiadványokban (EME Orvostudományi Értesítő, Buletin de Psihiatrie Integrativă, Neuropsychopharmakologia Hungarica, Psychiatria Hungarica, Buletinul Asociaţiei Balint), valamint több hazai és nemzetközi kongresszus kötetében jelentek meg. Alapító tagja és 1993-2008 között elnöke a Romániai Bálint Társaságnak, főszerkesztője a Társaság Buletinul Asociaţiei Balint c. folyóiratának., 1998-ban alapítója, és azóta elnöke a CRY FOR HELP alapítványnak, alapítója a PRO VITA VERESS díjnak, a BÁLINT VERESS díjnak,  a marosmagyarói VERESS díjnak (egyetemi hallgatók támogatására)
Két Országos Pszichiátriai és Neurológiai Konferencia több kötetét szerkesztette: Conduitele autolitice. I–II. (Csíkszereda, 2000); Tulburări afective (Csíkszereda, 2002); Devianţe de personalitate, Drogdependenţa, Recuperarea în neurologia pediatrică (Csíkszereda, 2006)., 81 megyei, országos vagy nemzetközi szimpózium és konferencia szervezője, 389 konferencia résztvevője (170-en előadással, azokon 66 alkalommal nemzetközi rendezvényeken), 103 közölt dolgozattal (27-et  külföldi közleményekben), 63 idézéssel, 

## További kötetei
- Komisz kamasz (Csíkszereda 2001; ua. románul Afurisitul adolescent címmel Csíkszereda, 2006)
- Fehér halállal lakozol (Csíkszereda, 2001; ugyanaz románul Cu moarte albă vei ispăşi címmel Csíkszereda, 2002)
- De la vis la realitate. Balint în România. (Veress Évával, Csíkszereda, 2003)
- Balint (társszerző Hegyi Csilla, Csíkszereda, 2005)
- Bálint. Intrebări şi răspunsuri. Indreptar de teorie şi practică despre activitatea Bálint; szerk. Hegyi Csilla, lektor. Veress Albert; Alutus, Miercurea-Ciuc, 2006
- Vadas Gyula–Veress Albert: Az ördög cimborája. A felcsíki öngyilkosságokon túl...; Státus, Csíkszereda, 2012
- Vadas Gyula–Veress Albert: Fartatul diavolului. Despre sinuciderile din Ciucul de Sus... (Az ördög cimborája. A felcsíki öngyilkosságokon túl...); románra ford. Molnár Erika, Moldován Csilla; Farmamedia, Targu Mureş, 2013
- De la speranţe ... la speranţe; szerk. Veress Albert, Veress Éva; Status, Miercurea Ciuc, 2013
- Életszilánkok. Egy elmegyógyász emlékvillanásai; Veress Albert, Csíkszereda, 2014
- Aşchii de viaţă. Din amintirile unui psihiatru.  2017.
- Emlékeim mozaikja. Töprengő elme. 383 pag., 2021,
- Mozaicul amintirilor. Spirit contemplativ. 2023,

## Kitüntetések, elismerések
18.V.1981       Certificat de inventator: „Termometru incasabil”
31. VII. 1981  Certificat de inventator: „Instrument adaptor pentru puncţie rahidiană”
06.V. 1996      Membru de onoare a Asociaţiei Psihosomatice Balint din Ungaria
1996                Certificat de Psihoterapeut, formator şi supervizor (nr. 16 din 16) prin metoda grandparenting
01.V. 2003.     Placheta jubiliară 10 ani a Asociaţiei Balint din România
26.I. 2008       Diplomă specială a Preşedintelui Asoc. Psihiatrice Maghiare
12.XI.2012     Medalia Gálfy Béla, Budapest-Pomáz - Milano
9.V. 2013        Distincţia Pro Urbe a municipiului Miercurea Ciuc
31. I. 2015      Oláh Gusztáv Életmű díj, Szeged (MPT)
10.IX. 2016    Premiul Pápai Páriz Ferenc díj, Székelyudvarhely
20. VI. 2018.   Diplomă de excelenţă oferită de Preşedintele Asociaţiei Maghiare de Psihiatrie
30. IX. 2018    Premiul Butyka, Asociaţia Balint din România
06. IV. 2019    Ambasador plenipotenţiar al Asociaţiei Balint din Rep. Moldova.
6-9.VII.2023   Diplomă de recunoaștere a Asoc. Maghiare de Psihiatrie  pentru activitatea de decenii în dezvoltarea legăturilor româno-maghiare și a  organizării cu succes a conferințelor de Psihiatrie româno-maghiare.